# 1164
| Calendário gregoriano                                                        | 1164 MCLXIV                                          |
| Ab urbe condita                                                              | 1917                                                 |
| Calendário arménio                                                           | 613 – 614                                            |
| Calendário bahá'í                                                            | -680 – -679                                          |
| Calendário budista                                                           | 1708                                                 |
| Calendário chinês                                                            | 3860 – 3861 Início a 26 de janeiro (aproximadamente) |
| Calendário copta                                                             | 880 – 881                                            |
| Calendário etíope                                                            | 1156 – 1157                                          |
| Calendários hindus - Vikram Samvat - Calendário nacional indiano - Cáli Iuga | 1219 – 1220 1085 – 1086 4264 – 4265                  |
| Calendário Holoceno                                                          | 11164                                                |
| Calendário islâmico                                                          | 559 – 560                                            |
| Calendário judaico                                                           | 4924 – 4925                                          |
| Calendário persa                                                             | 542 – 543                                            |
| Calendário rúnico                                                            | 1414                                                 |
| Calendário solar tailandês                                                   | 1707                                                 |

1164 (MCLXIV, na numeração romana) foi um ano bissexto do século XII do Calendário Juliano, da Era de Cristo, e as suas letras dominicais foram E e D (53 semanas), teve início a uma quarta-feira e terminou a uma quinta-feira. No reino de Portugal estava em vigor a Era de César que já contava 1202 anos.
| Ano completo                           |
| -------------------------------------- |
| Ano bissexto com início à quarta-feira |

## Eventos
- A designação de Reino de Pamplona é definitivamente abandonada, passando o a chamar-se Reino de Navarra, um nome que já vinha sendo usado há muito.

## Nascimentos
- 28 de Dezembro - Rokujo, 79º imperador do Japão.

## Mortes
- 16 de Maio - Heloísa de Paráclito, amante de Pedro Abelardo (n. 1101).
- 14 de Setembro - Sutoku, 75º imperador do Japão.
- Manrique Perez de Lara n. 1120, 1º Senhor de Molina e Visconde de Narbona pelo casamento.